# Desahogo (álbum de Pilar Montenegro)
Desahogo es el nombre del segundo álbum de estudio como solista grabado por la cantante y actriz mexicana Pilar Montenegro, Fue lanzado al mercado por la empresa discográfica Fonovisa el 25 de septiembre de 2001. El álbum fue producido por el músico y compositor y productor musical cubano-estadounidense Rudy Pérez y es el primer álbum de larga duración del cantante.

El álbum contiene dos sencillos, "Quítame ese hombre" originalmente de la cantante y actriz puertorriqueña Yolandita Monge de su álbum Vivencias (1988) y una canción original de Pilar "Alguien que una vez amé".

## Lista de canciones
| Desahogo |                                               |                                           |          |  |
| N.º      | Título                                        | Escritor(es)                              | Duración |  |
| 1.       | «Cuando estamos juntos»                       | Rudy Pérez                                | 3:43     |  |
| 2.       | «Alguien que una vez amé»                     | Rudy Pérez                                | 4:01     |  |
| 3.       | «La puerta del amor»                          | Rudy Pérez · Jorge Luis Piloto            | 3:48     |  |
| 4.       | «Algo especial»                               | Rudy Pérez · Jorge Luis Piloto            | 4:19     |  |
| 5.       | «Yo sé que te amo»                            | Rudy Pérez · Jorge Luis Piloto            | 4:08     |  |
| 6.       | «Quítame ese hombre»                          | Jorge Luis Piloto                         | 3:48     |  |
| 7.       | «Desahogo»                                    | Roberto Carlos · Erasmo Carlos            | 4:27     |  |
| 8.       | «Y volveré»                                   | Manuel López de la Fuente · Alan Barriere | 4:25     |  |
| 9.       | «Los ojos no mienten»                         | Mark Portmann · Rudy Pérez                | 3:46     |  |
| 10.      | «Bella»                                       | Bebu Silvetti                             | 4:39     |  |
| 11.      | «Alguien que una vez amé» (Versión ranchera)  | Rudy Pérez                                | 3:55     |  |
| 12.      | «Quítame ese hombre» (Versión norteña)        | Jorge Luis Piloto                         | 4:02     |  |
| 13.      | «Cuando estemos juntos» (Club Mix Radio Edit) | Rudy Pérez                                | 3:32     |  |
| 52:33    |                                               |                                           |          |  |

## Posicionamiento en las listas
| Lista (2002)                    | Máxima posición |
| ------------------------------- | --------------- |
| U.S. Billboard Latin Pop Albums | 1               |